# Куртанська сільська рада
Курта́нська сільська рада (рос. Куртанский сельский совет) — сільське поселення у складі Мокроусовського району Курганської області Росії.
Адміністративний центр — село Куртан.
Населення сільського поселення становить 383 особи (2017; 428 у 2010, 473 у 2002).

## Склад
До складу сільського поселення входять:
| Населений пункт      | Населення, осіб (2002) | Населення, осіб (2010) |
| -------------------- | ---------------------- | ---------------------- |
| Куртан, село         | 473                    | 426                    |
| Селезньово, присілок | -                      | 2                      |